# Herzogtum Kleve

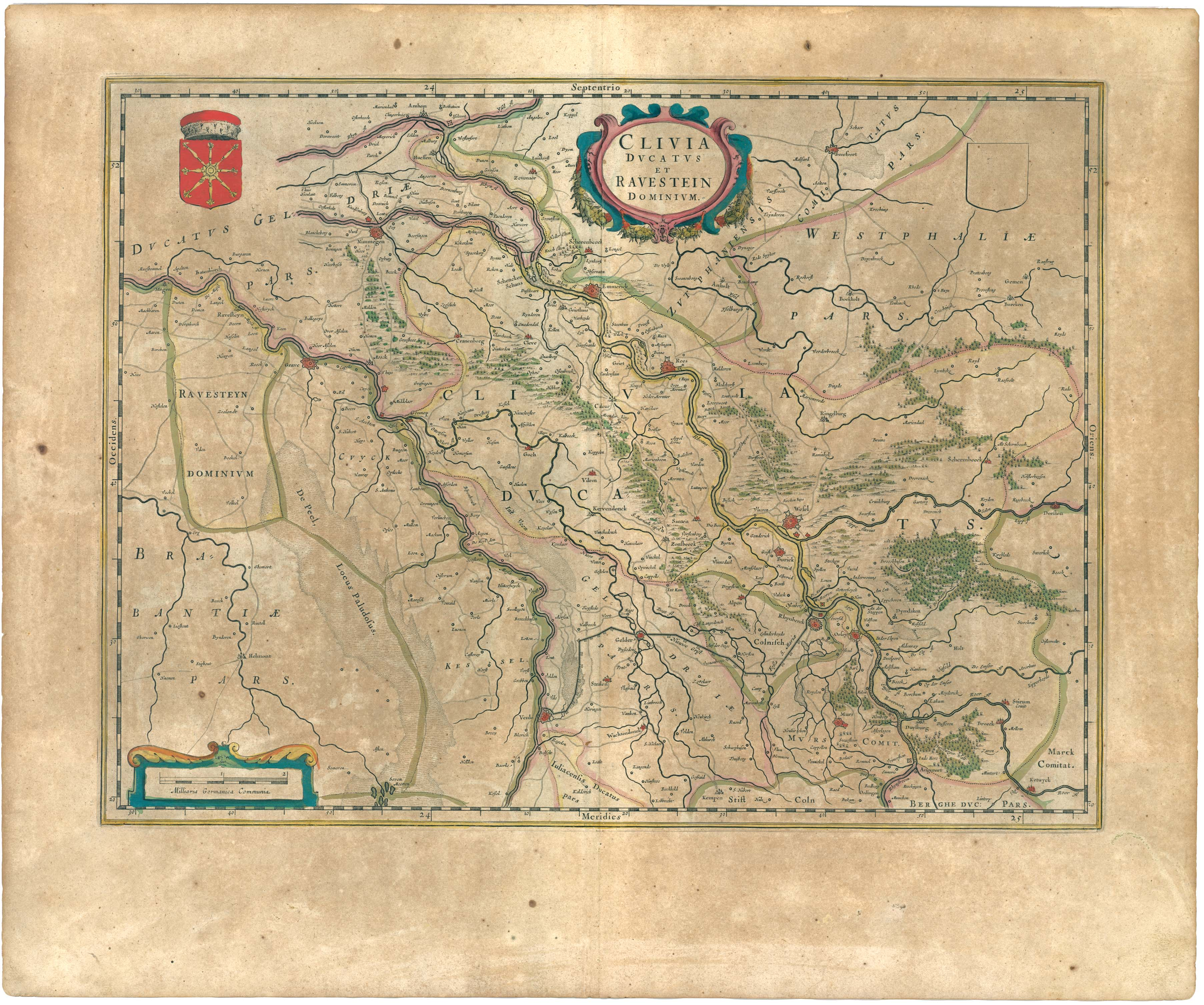
Joan Blaeu, 1645

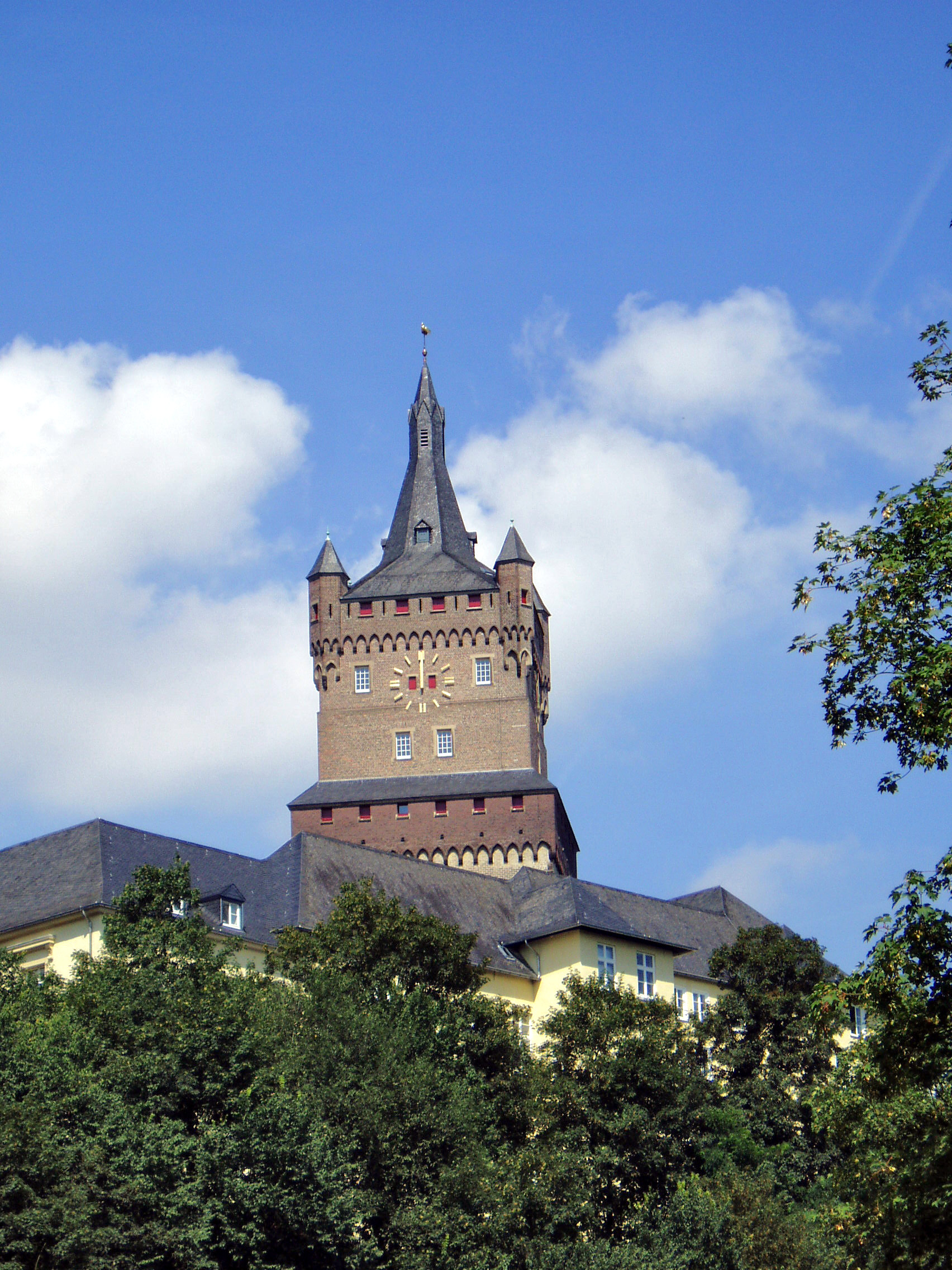
Die Schwanenburg in Kleve, Sitz der Grafen und Herzöge von Kleve

Das Herzogtum Kleve (auch Cleve; lat. Ducatus Cliviae) war ein Territorium des Heiligen Römischen Reiches deutscher Nation im Niederrheinisch-Westfälischen Reichskreis zu beiden Seiten des Rheins zwischen dem Hochstift Münster, dem Reichsstift Essen, den Herzogtümern Berg, Jülich und Geldern sowie dem Kurfürstentum Köln gelegen. Kleve bestand seit etwa 1020 als Grafschaft und wurde 1417 zum Herzogtum erhoben. Der Sitz des Herrschers war die Schwanenburg in der Stadt Kleve, zeitweise auch Burg Monterberg bei Kalkar. Ab 1614 gehörte das Herzogtum zu Brandenburg-Preußen.

## Geografie
Das Herzogtum Kleve umfasste ein Areal von 2.200 km², das vom Rhein und seinen Nebenflüssen Ruhr, Emscher, Lippe und der Gelderschen IJssel sowie der Maas und ihrem Nebenfluss Niers durchflossen wird. Es zählte 100.350 größtenteils katholische Einwohner (die Grafschaft Moers inbegriffen). Das mittelalterliche Territorium lag überwiegend auf dem Gebiet der heutigen Bundesrepublik und zu einem geringen Teil auf dem Gebiet der heutigen Niederlande. Es umfasste in etwa das heutige Gebiet der Kreise Kleve (Nord), Wesel, den größten Teil der heutigen kreisfreien Stadt Oberhausen und der kreisfreien Stadt Duisburg mit Ausnahme der damals zum Herzogtum Berg gehörigen Teile im Süden der heutigen Stadt.

### Städte
Zum Herzogtum Kleve gehörten die Städte Kleve, Wesel, Emmerich, Rees, Kalkar, Xanten, Duisburg, Kranenburg, Gennep, Griethausen, Grieth, Goch, Uedem, Kervenheim, Sonsbeck, Büderich, Orsoy, Huissen, Zevenaar, Isselburg, Dinslaken, Schermbeck, Holten und Ruhrort.

### Ämter
Das Herzogtum Kleve war in Länder und Ämter untergliedert, die zumeist nach Städten benannt waren, beispielsweise das Land Kleve, das Land Dinslaken und das Land Kranenburg. Ausnahmen hiervon sind die Ämter Aspel, Düffel, Hetter, Kleverhamm und Liemers.
1753 wurde die Verwaltungsorganisation neu geregelt. Neu gebildet wurden die landrätlichen Kreise Kleve, Wesel und Emmerich. Übergeordnet war die Clevesche Kriegs- und Domänenkammer.

## Geschichte

### Grafschaft Kleve

#### Sagenhafte Anfänge
Über die örtlichen Machtverhältnisse im Bereich von „Kleve“ im Frühmittelalter liegen fast keine belastbaren Informationen vor. Die wenigen Aussagen einiger Historiker hierzu sind darüber hinaus umstritten. Nach einer dieser Quellen soll nach 711 eine Tochter aus einer Adelsfamilie mit Namen Beatrix einen Grafen Aelius (oder Helios) Gralius geheiratet haben, der ein Gefolgsmann von Karl Martell war. Dieser Graf habe Gebiete im Bereich von Teisterbant als Lehen besessen. Der Sohn aus dieser Ehe sei als Theoderich I. ab 742 sowohl Graf von Teisterbant wie auch der erste Graf von Cleve gewesen. Unter den Nachkommen wurden die Grafschaften Teisterbant und Cleve aufgeteilt. Letzter Nachkomme aus diesem Adelsgeschlecht in Cleve sei Graf Nufried gewesen, nach dessen Tode 1008 dieses Geschlecht erlosch.
Eine „Beatrix“ aus einem Adelshaus wird auch in einer Sage oder Märchen als Urahnin der Grafen von Kleve genannt, die einen Schwanenritter Elias heiratete. Spätestens seit dem 15. Jahrhundert leiteten die Klever Grafen und Herzöge ihre Herkunft von diesem Schwanenritter Elias (Aelius = Elias?) ab, der mit der Figur des Lohengrin verwandt ist.

#### Heinrich II. belehnt zwei Brüder als Grafen: Gerhard und Rütger (um 1020)
Zu Beginn des Hochmittelalters gibt es belegbare Informationen für die Gegend im Bereich von Kleve. Am Niederrhein zwischen Maas und Rhein wurden um 1020 von Kaiser Heinrich II. Gebiete an zwei Brüder aus dem Hennegau in Flandern als Lehen vergeben. Der eine, „Gerhard Flamens“, wurde der Stammvater der Grafen von Wassenberg, der späteren Grafen und Herzöge des Herzogtums Geldern, und der andere, „Rutger oder Rütger Flamens“, Stammvater der Grafen von Kleve. Ausgangspunkt der klevischen Herrschaft war wohl nur ein kleines Gebiet im Bereich von Kleve. Erstmals 1092 benannte sich ein Graf nach der Burg Kleve. Das Kerngebiet der klevischen Herrschaft war zuerst der Raum zwischen Kleve und Kalkar. Hier gründeten die Grafen die Stifte Wissel und Bedburg.
Nur wenige belegbare Daten für Rütger I. sind bekannt. Dies gilt auch für die nächsten Nachfolger bis zu Beginn des 13. Jahrhunderts. Erbe von Rütger soll nach einer Chronik aus dem 14. Jahrhundert der Sohn Dietrich I. (auch Theoderich genannt) gewesen sein. Jeweils nach dem Tode des herrschenden Grafen traten deren Söhne Dietrich II. und Dietrich III. die Erbfolge an. Auch für diese sind die vorliegenden Daten zum Teil widersprüchlich. Für Graf Dietrich III. gibt es Belege, dass er ab 1096 die Burg Tomburg mit dem zugehörigen Gebiet als Vasall des Erzbischofs von Köln zum Lehen erhielt. Deshalb wechselte mit Beginn des 12. Jahrhunderts die Bezeichnung in Urkunden für einige Zeit zwischen Graf von Kleve oder Graf von Tomburg.
Mit dem Sohn von Dietrich III., Arnold oder Arnulf I. genannt, wurde erstmals eine Amtszeit von 1117 bis 1135 in der älteren Chronik angegeben. Nächster amtierender Graf von 1135 bis 1150 war nach dieser Chronik der Sohn Arnold II. Es folgen die weiteren Grafen, die in der unten angeführten Aufstellung „Herrscher von Kleve / Haus Kleve bis 1368“ enthalten sind. Die vorstehend angegebenen ersten Grafen weichen für die Namen und die Daten von dieser Aufstellung ab. Die angeführten Angaben sind der älteren „Clevischen Chronik“ entnommen, soweit diese dafür Belege anführt.

#### Ausdehnung der Grafschaft Kleve im Niederrhein
Die Entwicklung der wichtigen Adelshäuser im Hochmittelalter verlief häufig über die zusätzliche Position eines Vogtes für Klöster und Abteien. Diese Vögte, die für die weltlichen Belange dieser religiösen Einrichtungen zuständig waren, konnten dadurch ihre Machtbasis erweitern und ihren Lehensbereich vergrößern. Seit 1117 waren die Grafen von Kleve Vögte des Stifts Zyfflich, 1119 wurden sie Vögte des Klosters Fürstenberg. Zwischen 1122 und 1299 brachten sie auch die Vogtei über das bedeutende Viktorstift in Xanten in ihre Gewalt.
Durch die Heirat Graf Arnolds I. mit Ida von Brabant gelangten die Klever Grafen in der ersten Hälfte des 12. Jahrhunderts in den Besitz von Wesel, das zum Ausgangspunkt für weitere Erwerbungen auf der rechten Rheinseite wurde. Im 13. Jahrhundert erlangten die territorialpolitischen Aktivitäten der Grafen eine neue Qualität, wie die Kette von Städtegründungen ab 1241 und die umfangreich betriebene Binnenkolonisation zeigen.

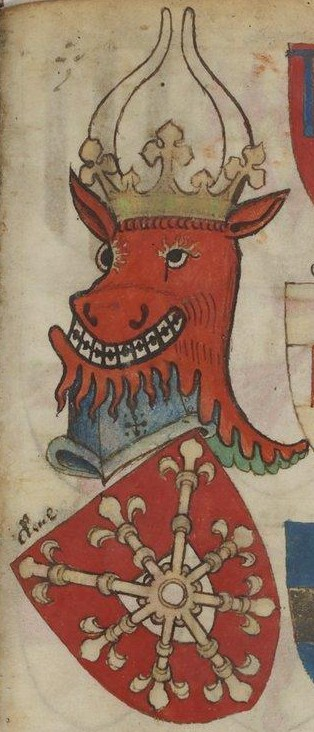
Wappen der alten Grafen von Kleve (Armorial Bellenville, 14. Jahrhundert)

Als Gefährdung für das Klever Territorium erwiesen sich die bis zum Ende des 13. Jahrhunderts üblichen Erbteilungen. So befand sich Graf Dietrich V./VII. zeitweise im Konflikt mit seinem jüngeren Bruder Dietrich Luf I. Dieser konnte seine Ansprüche auf die Grafschaft Saarbrücken, die er auf seine Heirat mit einer Tochter aus diesem Adelshaus zurückführte, nicht realisieren. Deshalb erhob er weitergehende Erbforderungen für den Bereich von Kleve, die sein Bruder, der amtierende Graf von Cleve nicht erfüllte.
Zu einem weiteren Konflikt führte das Erbe von Graf Dietrich V./VII. von Kleve. Dieser hatte 1257 Alinde (oder Aleidis), die Tochter von Heinrich von Heinsberg geheiratet. Hierdurch gelangte die Grafschaft Hülchrath zum Herrschaftsbereich der „Klever“. Bei der Erbteilung erhielt der jüngere Sohn des Grafen, Dietrich Luf II., die Gebiete seiner Mutter und damit auch Hülchrath.
1290 kam die Reichsstadt Duisburg durch Verpfändung an die Grafen von Kleve. Das Pfand wurde danach nie ausgelöst, so dass Duisburg mit dieser Verpfändung eine klevische Landstadt wurde.
Da Luf II. in der Schlacht von Worringen auf Seiten des Kölner Erzbischofs in Gefangenschaft geriet, musste der Graf sich über ein hohes Lösegeld freikaufen. Durch die hierdurch verursachte Geldnot verkaufte sein Sohn Dietrich Luf III. am 26. April 1322 zum Unwillen des amtierenden Grafen von Kleve für 15.000 Mark die Grafschaft Hülchrath an den Kölner Erzbischof Heinrich II. Da vom Verkaufspreis zuerst nur 9.030 Mark angezahlt wurden, stellte Kurköln für die Restsumme als Pfänder: Burg und Stadt Aspel, Rees, Xanten und Kempen mit den zugehörigen Gebieten. Am 16. November 1331 wurde von dem Klevern quittiert, dass inzwischen die fehlende Restsumme ausgezahlt worden war und damit der Verkauf abgeschlossen war.
Nach dem Tod von Graf Dietrichs VI. 1305 regierten nacheinander sein Sohn Otto aus erster Ehe bis 1310 und danach der älteste Sohn aus zweiter Ehe Dietrich VII./IX. Als Dietrich 1347 starb, folgte sein jüngerer Bruder Johann als Graf von Kleve. Johann unterstützte Rainald III. von Geldern bei dessen Zwist mit dessen Bruder Eduard. Rainald III. verpfändete aus Geldmangel Emmerich 1355 an Johann. Da das Pfand nicht mehr ausgelöst wurde, gehörte seit dieser Zeit Emmerich zum Territorium von Kleve. Als auch Johann 1368 starb, war kein männlicher Erbe mehr vorhanden, da alle drei Brüder keine legitimen Söhne hatten. Mit Johann starb damit das bisherige Herrscherhaus der „Adelsfamilie Flamensis“ in der Grafschaft Kleve aus.

#### AdolfI. (von der Mark) erbt die Grafschaft und kämpft mit dem Erzbistum Köln

Grafschaft Mark um 1560

Nach Johanns Tod wurde entsprechend einem Erbvertrag von 1362 sein Großneffe Adolf III. von der Mark, der ehemalige Bischof von Münster und Elekt von Köln, Nachfolger als Graf Adolf I. von Kleve. Er musste sich gegen andere Bewerber durchsetzen. Unterstützt wurde er für die Nachfolge dabei von dem Herzog von Brabant und seinem Bruder Graf Engelbert von der Mark. Letzterer erhielt dafür auf Lebenszeit die Grafschaft Mark. Ein weiterer Bruder von Adolf III., Dietrich, erhielt für seine Unterstützung Dinslaken mit den zugehörigen Gebieten und 1392 noch Schwelm, Duisburg und Ruhrort.
Adolf I. von Kleve unterstützte Karl den Kühnen bei der Eroberung des Herzogtums Geldern ab 1473. Für seine militärischen Dienste erhielt er neben einer finanziellen Kostenerstattung auch nennenswerte Gebietsabtretungen zu Lasten von Geldern. Das bisherige Pfandbesitzrecht für Emmerich, einem Teil der Liemers und der Düffel wurde in ein echtes Eigentumsrecht umgewandelt. Zusätzlich wurden Goch, Wachtendonk und die Vogtei Elten nun Bestandteil der Grafschaft Kleve.
Einer der stärksten Widersacher gegen die Machterweiterung für die Grafschaft Kleve durch die Personalunion mit der Grafschaft Mark war der Erzbischof von Köln, Friedrich III. Zwar wurde 1373 vom Erzbischof das an Kleve verpfändete Schloss, Stadt und der Zoll Rheinberg durch Zahlung von 55.000 Goldschilde an den Grafen Adolf wieder ausgelöst, aber danach verschlechterten sich die Beziehungen zwischen Kleve und dem Erzstift Köln. Zudem war nach Meinung des Erzbischofs die Grafschaft Kleve ein Lehen des Erzbistums. Um das klevische Linn mit dem zugehörigen Gebiet begann 1378 zwischen Adolf I. und dem Erzbischof eine 14-jährige Fehde.
Graf Adolf von Kleve bereitete gegen Ende seines Lebens das Erbe für seine Nachkommen vor und versuchte, bestehende Konflikte zu beenden. Eine dieser Auseinandersetzungen war die mit Erzbischof Friederich III. um die Zugehörigkeit von Linn. 1392 verzichtete er vertraglich auf den erblichen Besitz von Burg, Stadt und Land Linn zu Gunsten des Erzbistums Köln. Als Gegenleistung sollte der Graf 70.000 Gulden erhalten. 13.000 Gulden wurden in bar bezahlt. Für die offenen 57.000 Gulden wurden die Städte Aspel und Rees sowie die Hälfte des Gerichts Bockum und der Stadt Xanten sowie Höfe in Schwelm und Hagen vom Erzbischof verpfändet.

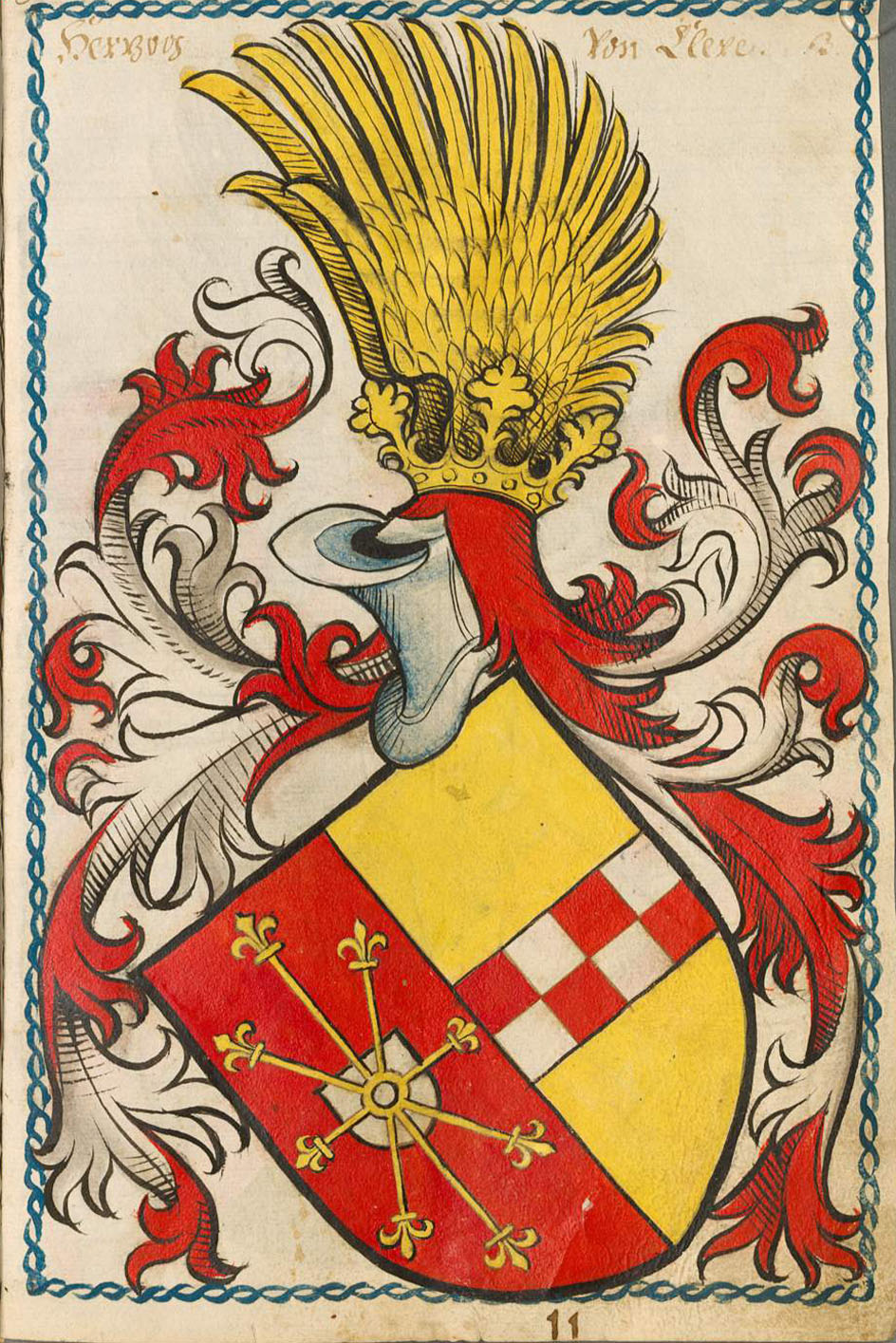
Kleve-Märkisches Wappen aus dem Scheiblerschen Wappenbuch
1450–1480

Als mit dem Tod des Bruders Engelbert die rechtsrheinische Grafschaft Mark 1392 an Adolf fiel und die Doppelgrafschaft Kleve und Mark entstand, war die Fehde mit Köln endgültig beendet. Noch vor seinem Tod 1394 löste Adolf auch die Probleme mit seinem jüngeren Sohn Dietrich und übertrug diesem 1393 die dortige Regentschaft als Graf von Mark.

#### AdolfII. vereinigt Kleve und Mark (1398)
Nachfolger als Graf von Kleve wurde 1394 sein älterer Sohn Adolf II. Zwischen Adolf II. von Kleve und Dietrich II. von Mark einerseits und Herzog Wilhelm II. von Jülich-Berg andererseits kam es zu einem Streit. Bei dem Streit ging es um eine Jahresrente von 2.400 Goldgulden aus dem Rheinzoll bei Kaiserswerth, auf die beide Seiten Anspruch erhoben. Als man sich nicht einigen konnte, zog der Herzog mit einem Ritterheer in die Grafschaft Kleve. In der Schlacht von Kleverhamm am 7. Juni 1397 wurde der Herzog geschlagen und gefangen genommen. Die Machtposition der Grafschaft Kleve war damit gegenüber dem Herzogtum Jülich-Berg gestärkt, da der Herzog für seine Freilassung erhebliche Geldsummen aufbringen musste und das Herzogtum dadurch geschwächt wurde. Als zudem 1398 Dietrich in einer Fehde getötet wurde, kam es erneut zu einer Vereinigung von Kleve mit der Grafschaft Mark. Durch die Ehen der Töchter von Adolf II. mit dem römisch-deutschen König Ruprecht von der Pfalz und dem Herzog Johann Ohnefurcht von Burgund konnte Graf Adolf II. seine Machtposition am Niederrhein weiter ausbauen. Konsequenz war die Erhebung in den Herzogsstand 1417 und der Aufstieg der Grafschaft in ein „Herzogtum Kleve“.

### Herzogtum Kleve

#### Herzog AdolfI. in Dauerfehde mit dem Erzbistum Köln bis 1449

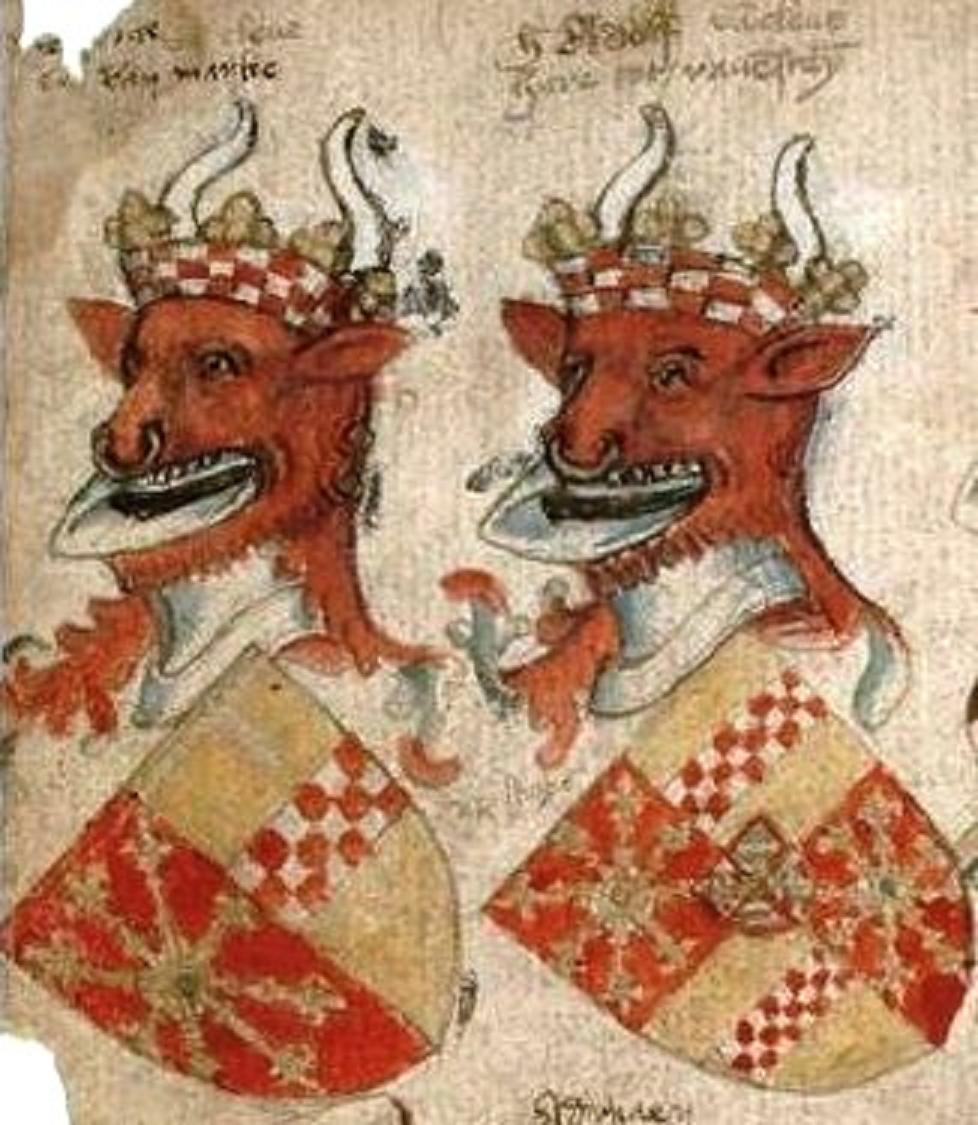
Wappen der Söhne des Herzogs Adolf I. von Kleve, Graf von der Mark, und der Maria von Burgund, der Tochter Herzog Johanns von Burgund, nämlich die Brüder Johann I. (1419–1481), Herzog von Kleve, Graf von der Mark, und Adolf von Kleve-Mark, Herr zu Ravenstein (1425–1492), burgundischer Generalstatthalter der Niederlande, später Regent von Burgund (Armorial dit de Gorrevod, um 1456–1459)

In der Regierungszeit von Graf Adolf II. ernannte der römisch-deutsche König Sigismund diesen 1417 zum „Herzog Adolf I. von Kleve und von der Mark“ und erhob die Grafschaft Kleve zu einem Herzogtum. Dem Herzog gelang es in seiner Regierungszeit, das klever Territorium zu erweitern und die Abhängigkeit vom Erzbistum Köln weitgehend aufzulösen. Nachdem er bereits Emmerich mit Teilen der Liemers (1402) vom Herzogtum Geldern als nicht rückbezahltes Pfand erworben hatte, folgten weitere geldrische Gebiete mit dem Reichswald zwischen Nimwegen und Kleve (1418), Gennep (1424), Wachtendonk (1440, aber nur vorübergehend) und Düffel (1446). Grundlage des Erwerbs für die Gebiete und Ortsbereiche waren Pfandverträge.

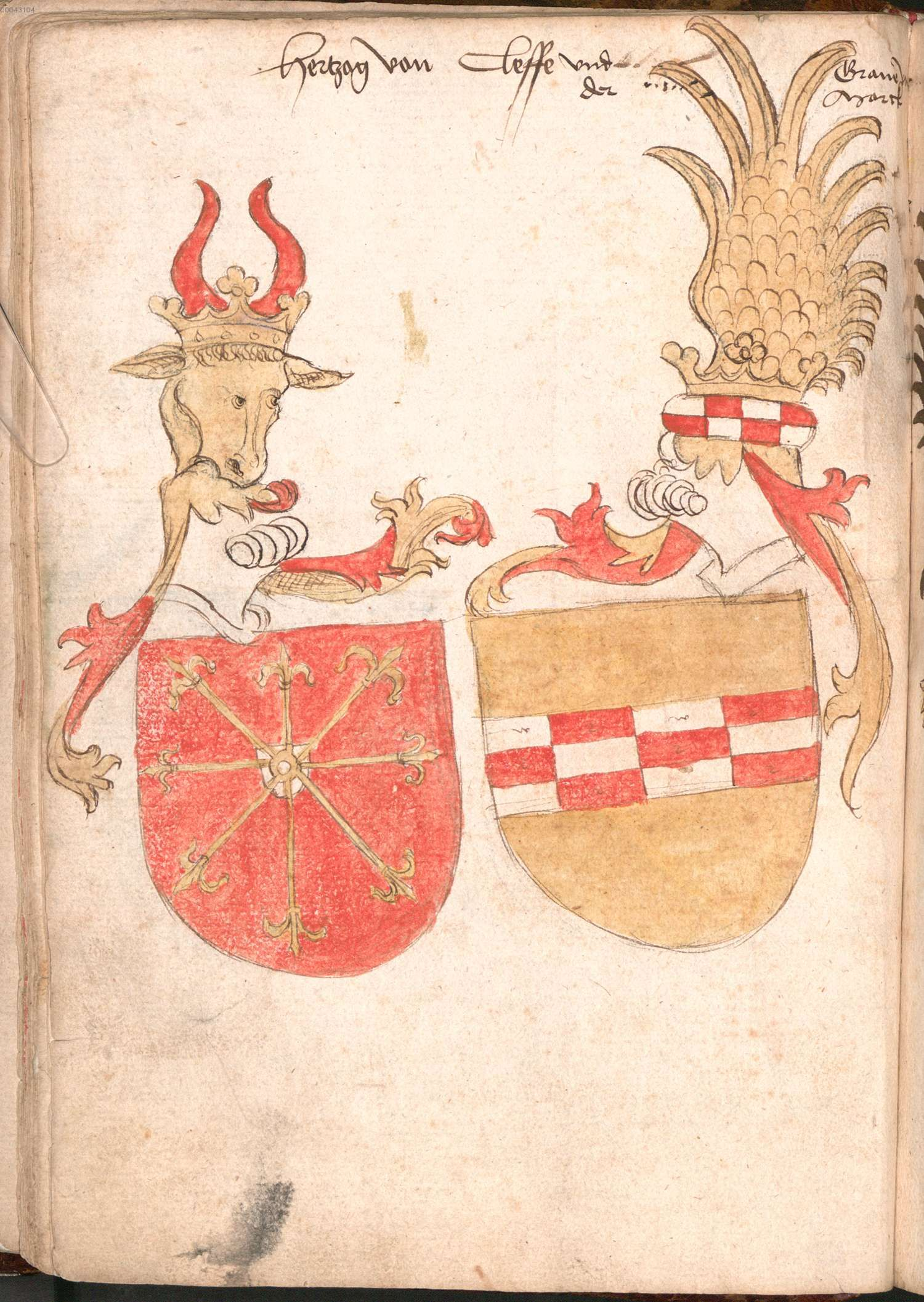
Allianzwappen des Herzogs von Kleve, Graf von der Mark (Wernigeroder Wappenbuch, um 1475–1500)

Adolf war in jahrzehntelange Auseinandersetzungen mit seinem jüngeren Bruder Gerhard verstrickt, da dieser mit der Erbfolge des gesamten Erbes für den Erstgeborenen nicht einverstanden war. Ab 1409 stellte deshalb Gerhard den Anspruch, das Erbe für die Grafschaft Mark zu übernehmen. Zusätzlich gab es Probleme mit dem Erzbischof Dietrich von Moers, der versuchte, einen Machtzuwachs für den Herzog zu verhindern, da Kleve nach Meinung des Erzbischofs weiterhin ein kölnisches Lehen war.
Ab 1423 kam es deshalb zu einer Fehde zwischen dem Kölner Erzbischof und Adolf I. In dieser Fehde unterstützte Gerhard anfangs den Erzbischof. 1437 erfolgte eine Einigung zwischen Adolf und dem Bruder Gerhard für dessen Anspruch auf die Grafschaft Mark. Gerhard erhielt auf Lebenszeit die Regentschaft für den größeren Teil der Gebiete in der Grafschaft und führte den Titel „Graf zur Mark“, während Adolf weiterhin den Titel „Graf von der Mark“ führte.
Der Streit mit dem Erzbischof verschärfte sich mit der Zeit und führte von 1444 bis 1449 zur Soester Fehde. Auslöser dieser Fehde war, dass die Stadt Soest versuchte, sich aus der Oberhoheit des Kölner Erzstifts zu befreien. Die Stadt schloss deshalb 1444 mit Herzog Adolf I. einen Vertrag, dass die Klever statt der Kölner die Obrigkeit in Soest haben sollten. Für die darauf ausbrechenden kriegerischen Auseinandersetzungen rief der Herzog seinen Sohn Johann vom Hof in Burgund und übertrug ihm die militärische Führung. Noch vor dem Ende des Krieges starb Adolf I. 1448, und Sohn Johann wurde sein Nachfolger als Herzog Johann I. von Kleve-Mark.
Unter Johann endete die Fehde mit einer Niederlage für den Erzbischof. Bei den Friedensverhandlungen musste unter anderem Erzköln auf die Lehenszuständigkeit für das Herzogtum Kleve verzichten. Auch der Wechsel der Zuständigkeit für die Stadt Soest wurde anerkannt und die Stadt unterstand nun dem Herzogtum Kleve. Neben Soest wechselte auch Xanten von den Kölnern zu der Oberhoheit der Klever.

#### JohannI. erhält Hilfe von Burgund
Nach der Beendigung der ersten Soester Fehde waren die Auseinandersetzungen zwischen dem Erzbischof und dem Herzog von Kleve nicht beendet. Herzog Johann I. unterstützte in der Münsterische Stiftsfehde von 1450 bis 1458 die Seite, die sich mit dem Kölner Bischof um die Besetzung des Bischofsstuhls in Münster stritt. Es folgten eine zweite „Soester Fehde“ von 1462/63 und die Streitigkeiten von 1467 bis 1469. Für die Auseinandersetzungen ab 1467 hatte der Kölner Erzbischof Ruprecht von der Pfalz sich mit Geldern verbündet und versuchte, für Soest, Xanten und Rees wieder die Oberhoheit zu erlangen.
Ab Anfang der 1470er Jahre verbündete sich Herzog Johann I. mit Karl dem Kühnen und unterstützte Letzteren bei der Machtübernahme im Herzogtum Geldern. Da diese Auseinandersetzungen um Geldern für Karl den Kühnen erfolgreich endeten, gehörte auch Johann I. zu den Siegern. Zum Dank für die Unterstützung überschrieb der Burgunder dem Herzog von Kleve urkundlich sowohl Stadt und Amt Goch und den Rheinzoll zu Lobith wie auch die Vogtei des Stiftes Elten, das Kirchspiel Angerlo und den Bezirk und Stadt Emmerich.
Neben den vorstehend angeführten Erwerbungen waren auch Soest, Xanten und Rees für Kleve endgültig abgesichert, da die Position des Erzstiftes Köln am Niederrhein nun endgültig auf Dauer geschwächt worden war.

Herzogtum Kleve um 1560

Bereits Adolf II. wie auch sein Sohn Johann I. wurden bei den Streitigkeiten mit Erzköln von dem jeweiligen Herzog von Burgund unterstützt. Dadurch geriet Kleve in der zweiten Hälfte des 15. Jahrhunderts zeitweise unter starken Einfluss des Herzogtums Burgund.

#### Johann II. schließt Erbvertrag mit Jülich-Berg

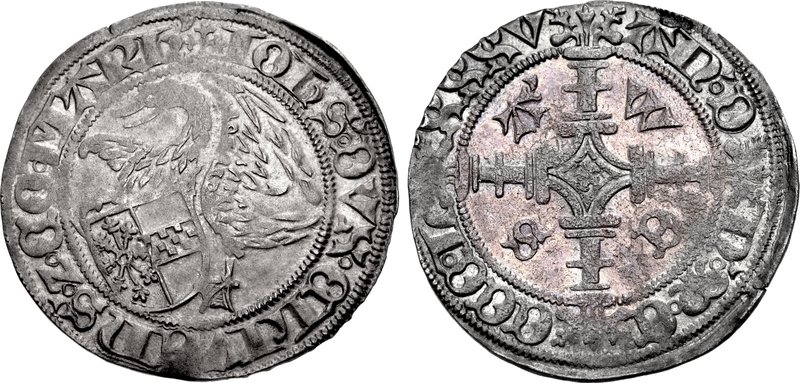
Schwanenstüber von 1485. Prägung vor der Machteinschränkung Johanns II.

Nachfolger von Johann I. wurde nach dessen Tod 1481 sein Sohn als Herzog Johann II. Sein anfänglicher Versuch, sich vom Einfluss Burgunds zu lösen, scheiterte. Mit zunehmender Regierungszeit verschlechterte sich zudem das Verhältnis des Herzogs zu den Ständen in Kleve und in der Mark, da wegen seiner erfolglosen Politik und der Misswirtschaft im Herzogtum seine finanziellen Forderungen nur gegen ständig wachsenden Widerstand bewilligt wurden. Ab 1501 erreichten die Stände eine vertragliche Vereinbarung, dass der Herzog seine Steuerforderungen durch sie prüfen und genehmigen lassen musste. Dieser Vertrag wurde 1510 noch um Vorschriften zu den Lehen- und Erbrechten ergänzt, wodurch der Herzog weitgehend entmachtet war. Da alle Steuerwünsche nur noch nach Genehmigung durch die Landesstände gültig werden konnten, waren seine politischen Aktivitäten hierdurch stark eingeschränkt.
In die Regierungszeit Johanns II. fiel auch der Versuch einer Reichsreform. Während des Reichstages zu Worms 1495 wurde unter dem römisch-deutschen König Maximilian I. diese Reform durchgeführt, die jedoch durch den Widerstand der deutschen Territorialfürsten nur teilweise erfolgreich war. Zu einem der positiven Ergebnisse gehörte die Unterteilung des Reiches ab 1500 in 10 Reichskreise. Das Herzogtum Kleve gehörte seit der Bildung der Reichskreise 1500 zum Niederrheinisch-Westfälischen Reichskreis.
Im Herzogtum Kleve verblieb am Ende der Regierungszeit Johanns II. als einziges positives Ergebnis nur der Erbvertrag mit dem Herzogtum Jülich-Berg. Die Herzöge beider Territorien hatten wegen des fehlenden legitimen Sohns im Herzogtum Jülich-Berg einen Erbvertrag vereinbart, die Klever Union. Erster Schritt war 1496 die Verlobung von Sohn Johann von Kleve und der Mark mit der Erbin Marie von Jülich-Berg. Da beide zu diesem Zeitpunkt noch minderjährig waren, erfolgte die Heirat erst 1510.

#### Vereinigte Herzogtümer Jülich-Kleve-Berg und Teilung 1614
Herzog Johann III., der Friedfertige, wurde schon 1511 Herzog von Jülich und Berg. Nach dem Tod seines Vaters wurden 1521 diese Herzogtümer mit dem Herzogtum Kleve und der Grafschaft Mark zu den Vereinigten Herzogtümern Jülich-Kleve-Berg vereinigt. Damit erwarb er eine weltliche Vormachtstellung im niederrheinisch-westfälischen Reichskreis. Die Einschränkungen der Regierungsmacht, die Johann II. akzeptiert hatte, konnte sein Nachfolger wieder weitgehend aufheben. Der Schwerpunkt seiner Aktivitäten verlagerte sich nun immer mehr von Kleve zur Residenzstadt der Vereinigten Herzogtümer nach Düsseldorf.
Kurz vor seinem Tod schloss Johann III. mit dem Herzog von Geldern, Karl von Egmond, 1537 auf Druck der geldrischen Stände einen Erbvertrag. Nach diesem Vertrag sollten nach Karls Tod Geldern und Zutphen an den einzigen Sohn Johanns III., Wilhelm von Jülich-Kleve-Berg, fallen, da kein legitimer direkter Erbe für Geldern vorhanden war. Bereits kurz nach Abschluss des Vertrages und fünf Monate vor dem Tod Karls 1538 übernahm der spätere Herzog Wilhelm V. die Regentschaft im Herzogtum Geldern.
Als Johann III. 1539 starb, übernahm Wilhelm V. auch die Regentschaft in „Jülich-Kleve-Berg“ und war damit nun einer der mächtigsten Regenten im Nordwesten des Reichs. Allerdings hatte Egmond im „Friedensvertrag von Grave“ 1536 Kaiser Karl V. das Herzogtum Geldern überlassen müssen und erhielt es nun nur noch als Lehen auf Lebenszeit. Als Egmond 1538 starb, forderte deshalb Kaiser Karl V. als Lehensgeber das Herzogtum Geldern für die Habsburger ein. Da Wilhelm V. nicht freiwillig auf Geldern verzichten wollte, folgte nun der Dritte Geldrische Erbfolgekrieg. Nach anfänglichen Erfolgen verlor Wilhelm V. am Ende 1543 die Schlacht von Sittard und musste im Vertrag von Venlo auf Geldern und Zutphen zu Gunsten Kaiser Karls V. verzichten.
Als Wilhelm V. 1592 starb, folgte als Nachfolger sein Sohn als Herzog Johann Wilhelm I. von Jülich-Kleve-Berg. Dieser war in der letzten Phase seines Lebens geisteskrank und starb 1609 trotz zweifacher Ehe kinderlos. Nach seinem Tode erhoben mehrere fürstliche Adelshäuser, und sogar kurzzeitig der König von Frankreich, Ansprüche auf die hinterlassenen Länder Jülich, Kleve, Berg, Mark, Ravensberg und Ravenstein. Bis zur Klärung dieser Ansprüche folgten bis in die 1660er Jahre Streitigkeiten und kriegerische Auseinandersetzungen um die endgültige Aufteilung des Erbes (Jülich-Klevischer Erbfolgestreit). Durch den Vertrag von Xanten 1614 kam Kleve zunächst in vorläufigen, 1666 in definitiven Besitz der Kurfürsten von Brandenburg.

#### Konfessionspolitische Hintergründe
Mit der Reformation ab 1517 kam ein neuer Faktor in das Machtspiel. Die Klever Herzöge blieben katholisch, zeigten sich aber tolerant gegenüber den aufkommenden lutherischen und später reformierten Gemeinden in den Städten, vor allem in Duisburg und Wesel. Die benachbarte Grafschaft Moers wurde 1561 reformiert-protestantisch. Die reformierte Konfession verdrängte vielfach den lutherischen Glauben. Herzog Wilhelm der Reiche folgte zwar gehorsam dem Augsburger Interim 1548, doch nach Kaiser Karls V. Scheitern erstarkten die Protestanten erneut ab 1555, ohne dass der Herzog dagegen vorging. Die ersten Pläne für eine Universität in Duisburg ab 1551 sollten auch eine theologische Versöhnung einleiten, was auf das große Misstrauen des Papstes stieß. Viele niederländische Flüchtlinge suchten vor den Spaniern Schutz und bildeten untereinander presbyteriale Strukturen aus, die übernommen wurden. Auch linksrheinisch gab es reformierte Gemeinden mit heimlichen Hausgottesdiensten in Orsoy, Büderich, Xanten und Sonsbeck, Uedem, Goch, Gennep, Kalkar und Kleve, rechtsrheinisch noch Rees und Emmerich. Ab 1610 traten die Söhne des Kurfürsten von Brandenburg vom lutherischen zum reformierten Glauben über, wodurch sie für die wahlberechtigten klevischen Stände als Herrscher interessanter wurden. Weihnachten 1613 untermauerte so Johann Sigismund erfolgreich seinen Erbanspruch auf das Herzogtum.

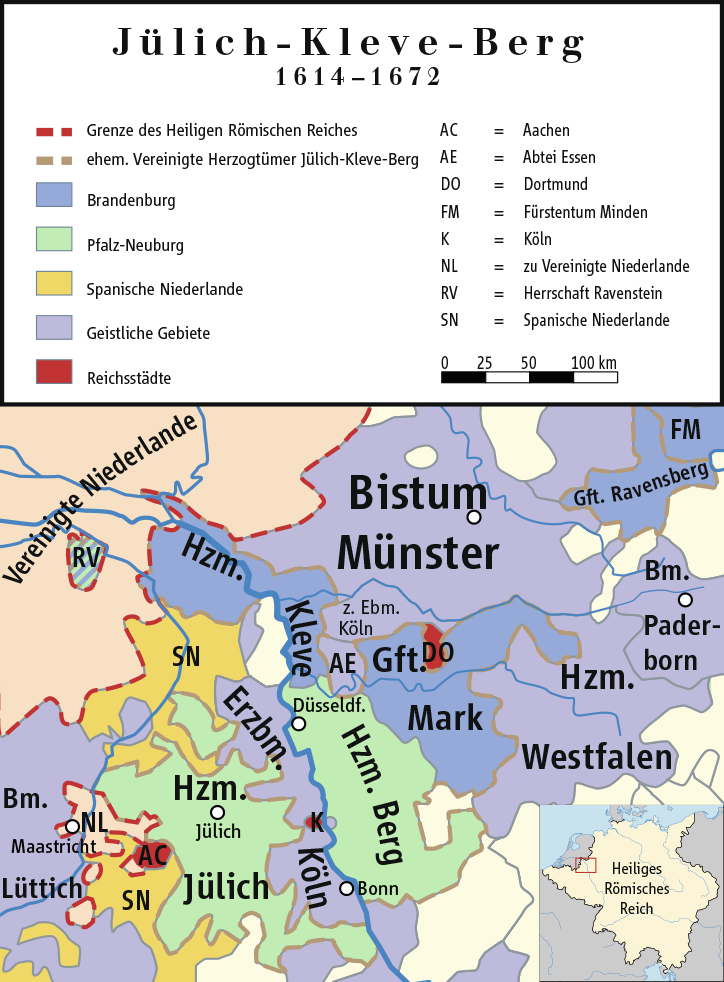
Aufteilung der Vereinigten Herzogtümer um 1560

### Das Herzogtum Kleve als Teil Brandenburg-Preußens
Von 1609 bis 1672 hielten die Generalstaaten die festen Plätze von Kleve (Schenkenschanz, Rees) mit ihren Truppen besetzt, und erst der Große Kurfürst von Brandenburg vereinigte nach der Aufhebung der ständischen Sonderrechte Kleve völlig mit dem brandenburgisch-preußischen Staat. Von 1647 bis 1679 amtierte Johann Moritz von Nassau-Siegen als Statthalter des brandenburgischen Kurfürsten in Kleve. Nach dessen Tod übte zeitweise Kurprinz Friedrich dieses Amt aus. 1655 richtete Duisburg eine Universität ein, nachdem schon ein Jahrhundert ein Akademisches Gymnasium bestanden hatte. Die Eroberung durch Ludwig XIV. von Frankreich 1675 mit einer katholischen Restitution blieb ein kurzes Intermezzo.
Während das Herzogtum Kleve im 17. Jahrhundert noch eine wichtige Rolle für den Aufstieg Brandenburg-Preußens gespielt hatte, sank die Bedeutung Kleves und der anderen Westprovinzen im 18. Jahrhundert stetig, insbesondere nach dem Erwerb Schlesiens durch Friedrich den Großen 1740/42.
Nachdem Kleve 1757 bis 1762 in französischer Gewalt gewesen war, blieb Preußen im Besitz des eigentlichen Herzogtums bis zum Frieden von Basel 1795, in welchem es den Teil auf der linken Rheinseite (etwa 990 km²) an Frankreich abtrat. Die Distrikte Zevenaar, Huissen und Malburgen kamen 1795 an die Batavische Republik und gehören heute zu den Niederlanden. Der übrige linksrheinische Teil des Herzogtums gehörte von 1798 bis 1814 zum Roer-Departement und kam aufgrund der auf dem Wiener Kongress getroffenen Vereinbarungen 1815 zurück an Preußen.

### Die klevischen Gebiete im 19. Jahrhundert
Im Reichsdeputationshauptschluss (1803) wurde Preußen für den Verlust seiner linksrheinischen Gebiete entschädigt.
Im Vertrag von Schönbrunn (1805) trat Preußen auch den auf der rechten Rheinseite gelegenen Teil von Kleve an Frankreich ab. Napoleon I. schlug Stadt und Festung Wesel zum Roer-Departement, den übrigen Teil übergab er 1806 zusammen mit dem Herzogtum Berg an seinen Schwager Joachim Murat. Im Zusammenhang mit dem im selben Jahr errichteten Rheinbund wurden beide Herzogtümer zum Großherzogtum Berg verbunden; bereits 1810 trennte Napoleon das nördlichste Stück des Großherzogtums ab und verband es mit dem französischen Département der Oberijssel.
Nach dem Zusammenbruch der französischen Herrschaft Ende 1813 ging die Initiative des politischen Handelns am gesamten Niederrhein an Preußen über, das durch den Wiener Kongress 1815 wesentliche Teile des Rheinlands zugesprochen bekam. Preußen gewann also nicht nur die schon vor 1794 in seinem Besitz befindlichen Territorien (nördlicher Teil des Oberquartiers vom Herzogtum Geldern, Herzogtum Kleve und Fürstentum Moers) sowie die im Reichsdeputationshauptschluss zugesprochenen Gebiete (Reichsabtei Essen, Reichsabtei Werden, Reichsstift Elten und Teile des Hochstifts Münster) zurück. Es trat vielmehr das Erbe aller anderen rheinischen Territorialherren an, indem es auch die ehemals kurkölnischen und bergisch-jülichschen Besitzungen übernahm.
Neben diesen Gebietsgewinnen musste Preußen allerdings auch einige territoriale Einbußen hinnehmen. Alle westlich der Maas gelegenen Teile des ehemaligen Oberquartiers vom Herzogtum Geldern, ein schmaler Streifen östlich der Maas und die Exklaven und Randgebiete westlich und nördlich von Elten (Huissen, Malburgen, Zevenaar, Lobith und Wehl) sowie Kekerdom und Leuth südlich der Waal fielen endgültig an die Niederlande. Gleichzeitig ging niederländisches Territorium an Preußen über: die Exklave Schenkenschanz und die heute zu Emmerich gehörenden Gemarkungen Borghees, Speelberg, Leegmeer und Klein-Netterden.
Das gesamte Gebiet des ehemaligen Herzogtums wurde in die preußische Verwaltungsgliederung einbezogen. Es gehörte zunächst zur Provinz Jülich-Kleve-Berg und zum Regierungsbezirk Kleve, die beide schon zum 22. Juni 1822 aufgelöst und mit der südlichen Provinz Niederrhein zur Rheinprovinz bzw. mit dem Regierungsbezirk Düsseldorf vereinigt wurden.

## Herrscher von Kleve

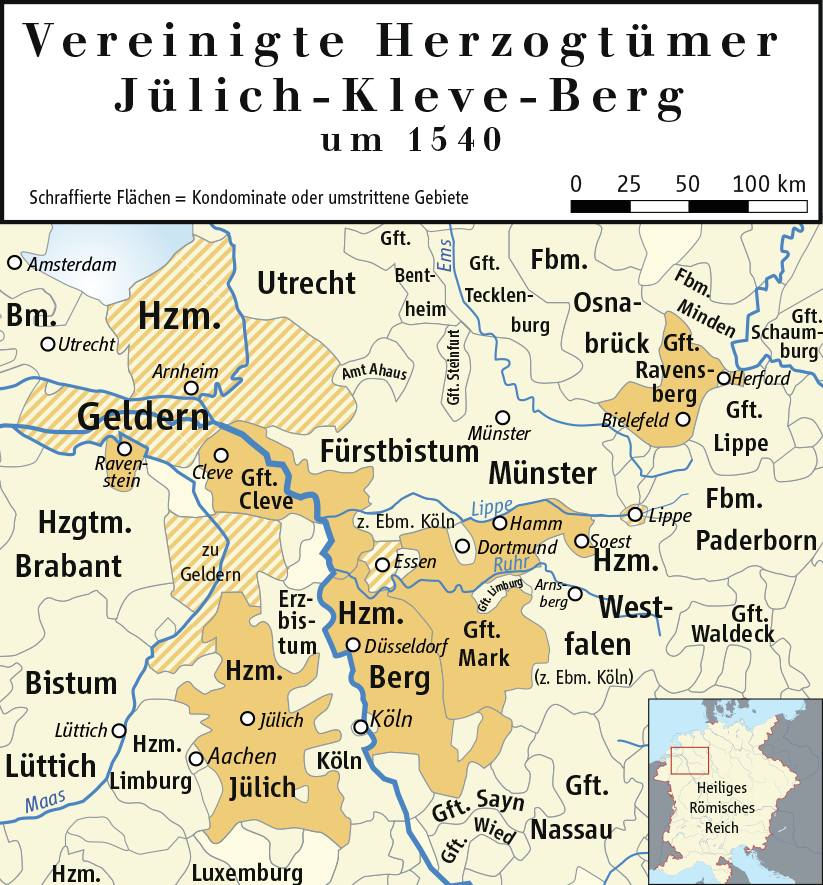
Die Vereinigten Herzogtümer Jülich, Kleve und Berg um 1540. Schraffiert die Vogtei Essen, das Kondominat Lippstadt und das 1538 ererbte Herzogtum Geldern mit der Grafschaft Zutphen.

### Grafschaft

#### Haus Kleve (* bis 1368)
- etwa 1020–1050 Rutger I.
- etwa 1051–1075 Rutger II.
- etwa 1076–1091 Dietrich (II.)
- 1092–1117 Dietrich I./III.
- 1120–1147 Arnold I.
- 1150–1172 Dietrich II./IV.
- 1173–1193 Dietrich III./V.
- 1189–1200 Arnold II.
- 1202–1260 Dietrich IV./VI.
- 1260–1275 Dietrich V./VII.
- 1275–1305 Dietrich VI./VIII.
- 1305–1310 Otto
- 1310–1347 Dietrich VII./IX.
- 1347–1368 Johann

#### Haus Mark (1368–1417)
- 1368–1394 Adolf I.
- 1394–1448 Adolf II., 1417 zum Herzog ernannt

(Klevische Zählweise)

### Herzogtum

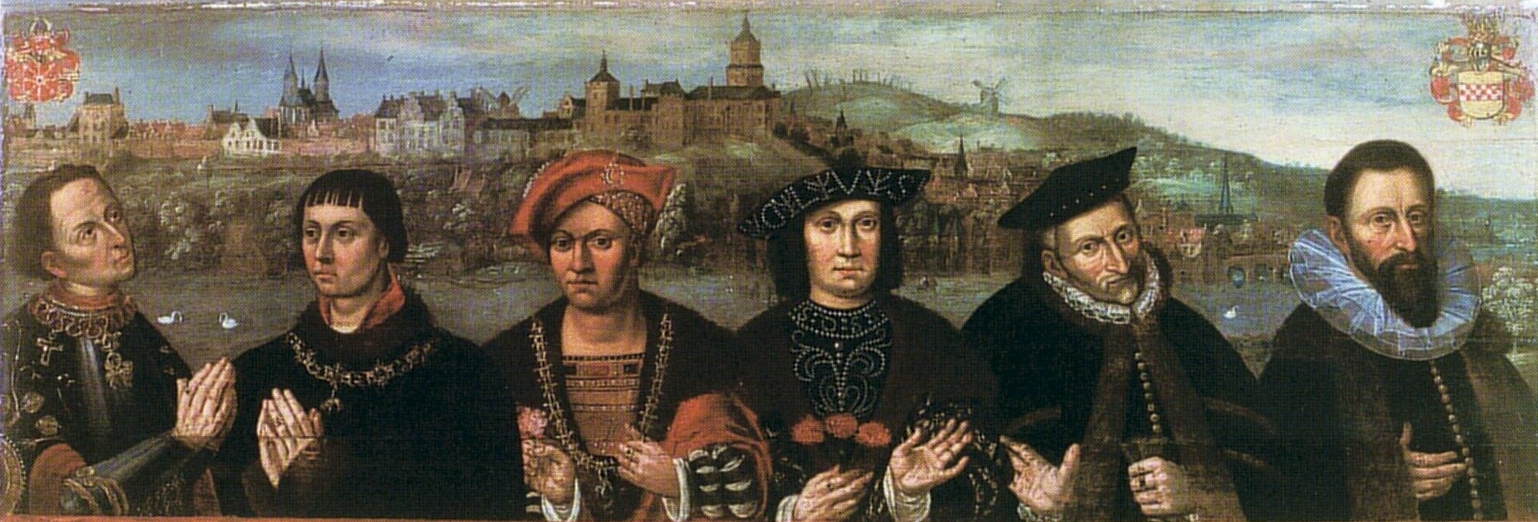
Die sechs Klever Herzöge, Adolf II., Johann I., Johann II., Johann III., Wilhelm V. und Johann Wilhelm (v. l. n. r.), Bild eines unbekannten Malers aus dem 17. Jh., sogenanntes Herzöge-Bild

#### Haus Mark (1417–1609)
- 1417–1448 Adolf II.
- 1448–1481 Johann I.
- 1481–1521 Johann II.
- 1521–1539 Johann III. (ab 1521 zugleich Herzog von Jülich und Berg)
- 1539–1592 Wilhelm
- 1592–1609 Johann Wilhelm

(Klevische Zählweise)

#### Haus Hohenzollern (1609/1666–1918)

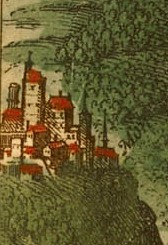
Burg Monterberg 1575

Schrittweise Eingliederung in den preußischen und später deutschen Gesamtstaat, das Herzogtum verliert mehr und mehr seine Funktion als eigenständiges Territorium im Heiligen Römischen Reich. Nach der Abdankung des letzten Kaisers verliert auch der Titel des Herzogs von Kleve endgültig seine Bedeutung.
- 1609–1619 Johann Sigismund
- 1619–1640 Georg Wilhelm
- 1640–1688 Friedrich Wilhelm; residierte 1646–1649, 1651/52, 1660/61, 1665/66, 1675 und 1686 in Kleve
- 1688–1713 Friedrich I.
- 1713–1740 Friedrich Wilhelm I.
- 1740–1786 Friedrich II.
- 1786–1797 Friedrich Wilhelm II.
- 1797–1840 Friedrich Wilhelm III.
- 1840–1861 Friederich Wilhelm IV.
- 1861–1888 Wilhelm I.
- 1888–1888 Friederich III.
- 1888–1918 Wilhelm II.

(Zählung der Hohenzollern folgt der Preußischen Zählweise)

##### Statthalter der Kurfürsten von Brandenburg in den Westprovinzen Kleve und Mark
Der Statthalter führte die Oberaufsicht über die drei klevischen Behörden Regierungskolleg, Amtskammer und Hofgericht und die neben der Regierung stehenden Hofämter.
- 1604–1609 Stephan VII. von Hertefeld (1561–1636), Herr auf Kolk (Bevollmächtigter)[34]
- 1610–1613 Markgraf Ernst von Brandenburg (1583–1613)
- 1613–1618/19 Kurprinz Georg Wilhelm von Brandenburg (1595–1640)
  - seit 1613 Adam Graf von Schwarzenberg (1583–1641), Herr von Gimborn-Neustadt (Stellvertreter)
- 1619–1623/24 Johann von Kettler († 1624),[33] Freiherr zu Oyen, Montjoie (Monschau) und Amboten
- ab etwa 1625 Gebhard von Eyll († um 1637) zu Heideck[33]
- 1639 Sigismund von Brandenburg (1592–1640)
- 1643–1647 Johann von Norprath († 1658)[33][35] (Generallieutenant und bevollmächtigter Kommissar)
  - 1645 Georg Ehrentreich von Burgsdorff (1603–1656) (Vertreter des erkrankten Kommissars)
- 1647/49–1679 Johann Moritz von Nassau-Siegen (1604–1679), seit 1652 zugleich Herrenmeister der Ballei Brandenburg des Johanniterordens
  - 1660–1692 Alexander Freiherr von Spaen (1619–1692), Herr zu Ringenberg und Moyland (Stellvertreter)
- 1681–1688 Kurprinz Friedrich von Brandenburg (1657–1713), später König Friedrich I. in Preußen
  - 1660–1692 Alexander Freiherr von Spaen (1619–1692), Herr zu Ringenberg und Moyland (Stellvertreter)

##### Oberpräsidenten der brandenburgisch-preußischen, ab 1701 königlichen Regierung
- 1679–1692 Alexander Freiherr von Spaen (1619–1692), Herr zu Ringenberg und Moyland, Drost von Orsoy (Generalfeldmarschall und Gouverneur)
- 1692–1695 Eberhard Christoph Balthasar Freiherr von Danckelman (1643–1722)
- ab 1705 Philipp Karl Graf von Wylich und Lottum (1650–1719) (Feldmarschall und Oberpräsident)
- Johann Sigismund von der Heyden (1656–1730)
- 1719–1722 Reinhard von Hymmen (1661–1722)[36]
- 1722–1742 Johann Konrad Freiherr von und zu Strünkede (1670–1742)[37] zu Marnix, Sodingen, Herne und Pöppinghausen
- 1742–1757 Johann Peter (von) Raesfeld (1679–1764)[37]

Im Siebenjährigen Krieg wurde Kleve 1757/58–1763 von Österreich und Frankreich besetzt.
- 1757–1763 Johann Anton Graf von Pergen (1725–1814) (österreichischer Administrationspräsident).

1763 wurde im Frieden von Hubertusburg der Status quo ante wiederhergestellt.
- 1763 Johann Peter (von) Raesfeld (1679–1764)
- 1763–nach 1780 Adolph Albrecht Freiherr von Danckelman (1736–1807)[37]
- 1784–1790 Emil (Aemilius) Albert Karl Freiherr von Foerder (1754–1790)[37]
- 1790–1803 Otto George Albrecht von Rohr (1736–1815)[37]

## Verwaltung und Hofämter

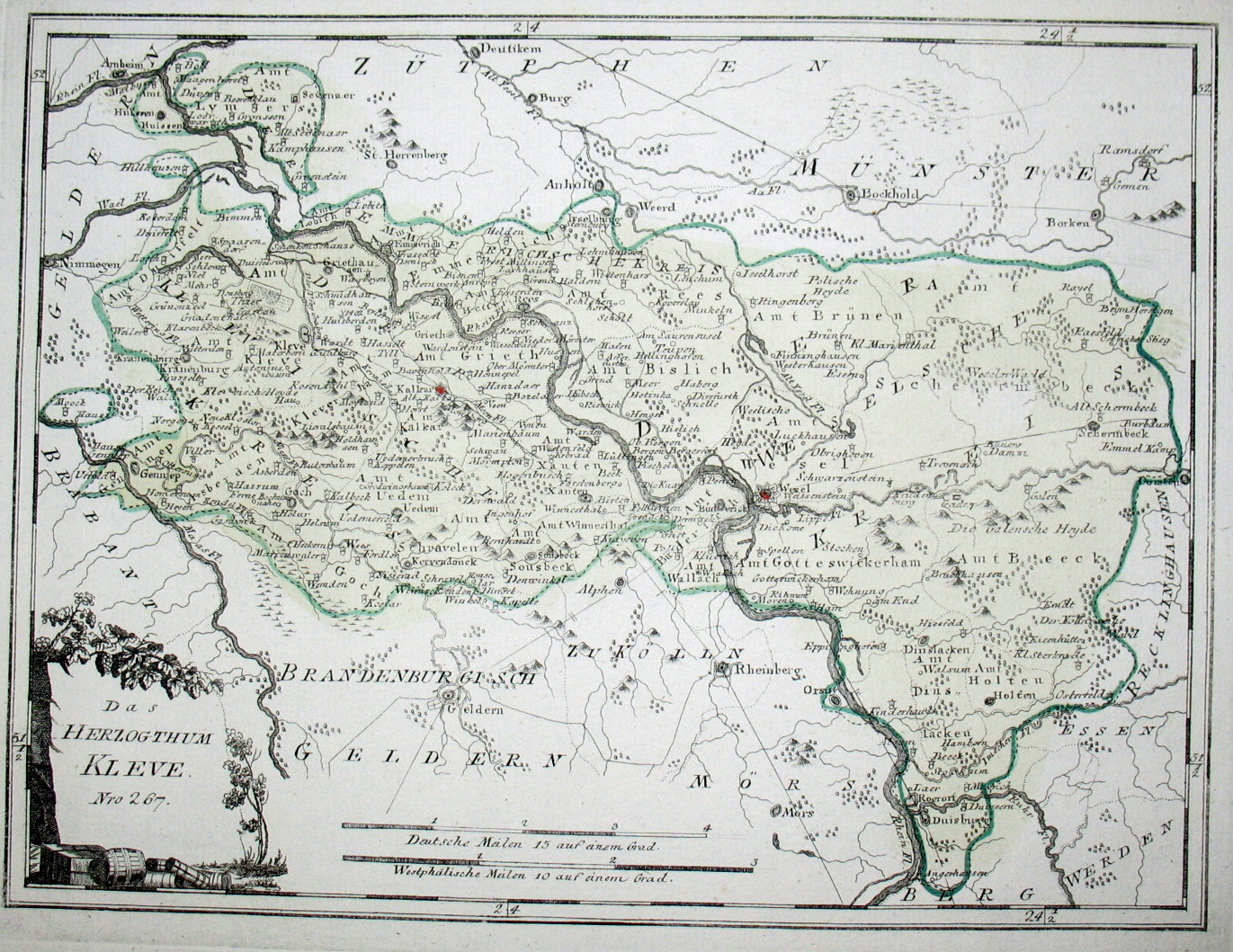
Ämter und Kreise im Jahre 1794

Neben Regierungskolleg (Geheimer Rat; Geheime Regierung), Amtskammer, Hofgericht und der 1723 eingerichteten Kriegs- und Domänenkammer (1749 zusammengelegt) bestanden in Kleve verschiedene Hofämter, die jedoch zunehmend an tatsächlichem Einfluss verloren.
Das Erbhofmeisteramt bekleidete die Familie von Wylich zu Diersfordt, das Erbamt des Erbschenken und Landdrosten die Familie von dem Boetzelaer und das Erbkämmeramt die Familien Hüchtenbrock und Quadt-Wyckrath-Hüchtenbruck zu Gartrop. Das Amt des Landmarschalls wurde von Mitgliedern verschiedener Familien versehen (Steck, von Keppel, Grafen von Schauenburg und Holstein, von der Horst, ab 1526 erblich von Pallandt zu Zelhem, von Bylandt, dann Quadt-Wyckrath-Hüchtenbruck).
Die Leitung der laufenden Regierungsverwaltung oblag dem Kanzler, in brandenburgisch-preußischer Zeit dem Vizekanzler oder Direktor.
1665 waren in Kleve in den drei Kollegien 83 Mitglieder und Bedienstete beschäftigt, dazu kamen 4 Kanzelboten und 22 Bediente der Hofhaltung, 1677 waren 41 Personen bei den Kollegien und 9 als Burgpersonal beschäftigt, dazu kamen vier Hofämter. 1797 wurde die Behörde von Kleve nach Emmerich am Rhein verlegt.
Im Herzogtum wurden 1753 nach brandenburgischem Vorbild die drei landrätlichen Kreise Kleve, Emmerich und Wesel eingerichtet.

### Leitung der Kanzlei

#### Kanzler von Kleve-Mark
- 1422 erste Erwähnung einer Kanzlei
- (1486, 1495) Dietrich von Ryswick
- 1520–1530 Sibert von Ryswick († 1540)
- 1530–1546/47 Johann Ghogreff (um 1499–1554); zugleich Kanzler von Jülich-Berg
- 1546/47–1575 Heinrich Bars genannt Olisleger (vor 1500–1575)[41]
- 1575–1600 Heinrich von Weeze (1521–1601)
- um 1600–1609 Liz. jur. Hermann ther Lain genannt Lennep († 1620) (als „Vizekanzler“ mit den Aufgaben des Kanzlers betraut)[42]

1609–1614 Erbfolgestreit
- 1658/59–1661 Daniel (von) Weimann (1621–1661)[35][43]
- 1733–1742 Johann Peter von Raesfeld (1679–1764)

#### Vizekanzler der brandenburgisch-preußischen, ab 1701 königlichen Regierung
- 1652–1665 Johann von Diest (1598–1665)
- 1665–1681 Matthias Romswinkel (1618–1699)[36]
- 1685–nach 1693 Johann de Beyer (um 1630–nach 1693)[44]
- ab 1695 Friedrich Wilhelm von Diest (1647–1726)[36]
- 1708–1719 Reinhard von Hymmen (1661–1722)
- 1720–1732 Johann Freiherr von Motzfeld (1702–1778); nach ihm wurde 1997 die Freiherr-von-Motzfeld-Schule in Goch-Pfalzdorf benannt
- 1733 Johann Peter von Raesfeld (1679–1764)
- 1734–1747 Johann Heinrich Becker (1690–1747)[37]
- 1747–1750 Abraham (von) Koenen (1687–1757),[37] 1749 geadelt[45]

Durch die Coccejische Justizreform wurde die Regierung in Kleve 1749 mit dem Hofgericht vereinigt.
- 1793–1803 Arnold Wilhelm Elbers (1714–1807), Direktor;[37] 7200 Bände seiner Privatbibliothek gelangten 1829 als Geschenk in die Universitätsbibliothek Bonn